# Longleat Safari and Adventure Park
Longleat Safari and Adventure Park er en safaripark i Wiltshire, England som åbnede 1966. Ved åbningen var det verdens første safaripark uden for Afrika, hvor man kunne køre igennem.
I 2022 blev der født en koala i Longleat, der var den første koala født i Europa.